# Pašková
Pašková (Hongaars: Páskaháza) is een Slowaakse gemeente in de regio Košice, en maakt deel uit van het district Rožňava.
Pašková telt 301 inwoners.